# Vršovice (okres Opava)
Obec Vršovice (něm. Wrschowitz) se nachází v okrese Opava v Moravskoslezském kraji. Žije zde 523 obyvatel.
Obec stavebně splývá se sousední Raduní. Ve vzdálenosti 8 km severně leží statutární město Opava, 9 km severovýchodně město Kravaře, 13 km jižně město Bílovec a 16 km jihozápadně město Vítkov.

## Historie
První písemná zmínka o obci pochází z roku 1288.

## Pamětihodnosti
- Kaple Božskému Srdci Páně - je dominantou obce
- Kaplička Panny Marie Bolestné
- Kaplička Panny Marie Sedmibolestné na kopci zvaném Brdlice